# Liste der Stolpersteine in Lübtheen
Die Liste der Stolpersteine in Lübtheen enthält alle Stolpersteine, die im Rahmen des gleichnamigen Projekts von Gunter Demnig in Lübtheen verlegt wurden. Mit ihnen soll Opfern des Nationalsozialismus gedacht werden, die in Lübtheen lebten und wirkten. Im Juni 2006 wurden insgesamt fünf Stolpersteine an zwei Adressen verlegt. Zur Gedenkfeier für Familie Wolff waren unter anderem Ole von Beust und Helmut Wolff, ein Enkel von Gottfried Wolff, anwesend.

## Verlegte Stolpersteine
| Bild              | Person, Inschrift                                                                 | Adresse                     | Verlegedatum  | Anmerkung |
| ----------------- | --------------------------------------------------------------------------------- | --------------------------- | ------------- | --- |
| Bernhard Aronsohn | Hier wohnte Dr. Bernhard Aronsohn Jg. 1874 deportiert 1942 Auschwitz ermordet     | Johann-Stelling-Straße 15   | 16. Juni 2006 | Bernhard Aronsohn wurde am 1. August 1874 in Kolmar geboren und wuchs später in Dresden auf. Er ging dort an das Gymnasium zum Heiligen Kreuz und schloss es 1895 mit Abitur ab. Danach begann er ein Studium im Fach Medizin, das er mit der Dissertation Über Chorea gravidarum 1901 in Leipzig beendete. Danach ließ er sich in Lübtheen als Arzt nieder. Nach seiner Rückkehr aus dem 1914 begonnenen Militärdienst trat er 1918 der DDP bei und wurde 1919 in das Gemeindeparlament der Stadt gewählt. Nach immer stärkeren Repressalien gegen ihn ab 1933, Berufsverbot ab 1938 und Verhaftung in den Novemberpogromen mit Internierung vom 10. bis zum 16. November 1938 im Zuchthaus Alt-Strelitz verließ er Lübtheen nach dem Verkauf seines Hauses im Dezember 1938 nach Rostock. Im August 1939 zog er nach Hamburg, wo er im November 1941 Ida Ostberg heiratete. Im März 1942 mussten beide in ein Judenhaus in die Kielortallee 22 umziehen. Am 11. Juli 1942 wurden beide ab Hamburg in das Vernichtungslager Auschwitz deportiert. Das genaue Todesdatum ist unbekannt. Für Bernhard Aronsohn wurde auch in Hamburg ein Stolperstein gesetzt. In der Johann-Stelling-Straße 15 befindet sich seit 1959 eine Gedenktafel für Dr. med. Bernhard Aronsohn, die im Denkmalverzeichnis eingetragen ist. |
| Gottfried Wolff   | Hier wohnte Gottfried Wolff Jg. 1870 Flucht in den Tod vor Deportation 18.7.1942  | Rudolf-Breitscheid-Straße 3 | 16. Juni 2006 | Gottfried Wolff wurde am 18. Oktober 1870 in Lübtheen geboren. Am 26. Oktober 1892 schrieb er sich an der Universität Rostock ein, um Jura zu studieren. Nach Abschluss seines Studiums ließ er sich in Parchim als Rechtsanwalt und Notar mit einer Kanzlei in der Waagestr. 2 nieder. Ende des Jahres 1935 verlor er sein Notariat und konnte nur noch bis zum allgemeinen Berufsverbot Ende 1938 als Anwalt arbeiten. In der Pogromnacht 1938 wurde seine Kanzlei zerstört und das Inventar verbrannt. 1938 musste er sein Wohnhaus zwangsverkaufen, nur das Wohnrecht wurde ihm bis 1940 eingeräumt. Deshalb zog er 1939 mit seiner Frau nach Hamburg. Dort beging er mit ihr 1942 gemeinschaftlichen Suizid, um der Deportation nach Theresienstadt zu entgehen. Sie wurden auf dem Jüdischen Friedhof in Hamburg-Ohlsdorf beigesetzt. Für Lydia und Gottfried Wolff wurden in Hamburg ebenfalls Stolpersteine verlegt. In Parchim wurde im Jahr 2006 ein weiterer Stolperstein für Gottfried Wolff gesetzt. |
| Willy Wolff       | Hier wohnte Willy Wolff Jg. 1861 deportiert 1942 Theresienstadt Minsk ermordet    | Rudolf-Breitscheid-Straße 3 | 16. Juni 2006 | Willy Wolff wurde am 1. September oder Dezember 1861 in Lübtheen geboren. Am 19. Juli 1942 wurde er ab Hamburg in das Ghetto Theresienstadt deportiert und von dort am 21. September 1942 in das Vernichtungslager Treblinka. |
| Franz Wolff       | Hier wohnte Franz Wolff Jg. 1865 deportiert 1942 Theresienstadt ermordet 7.6.1943 | Rudolf-Breitscheid-Straße 3 | 16. Juni 2006 | Franz Wolff wurde am 17. Mai 1865 in Lübtheen geboren. Am 15. Juli 1942 wurde er ab Hamburg in das Ghetto Theresienstadt deportiert und starb dort am 7. Juni 1943. |
| Meta Wolff        | Hier wohnte Meta Wolff Jg. 1875 deportiert 1942 Theresienstadt ermordet 4.3.1943  | Rudolf-Breitscheid-Straße 3 | 16. Juni 2006 | Meta Wolff wurde am 2. Juli 1875 in Lübtheen geboren. Am 11. November 1942 wurde sie verhaftet und war im Gefängnis Neustrelitz inhaftiert, von wo sie am 12. November 1942 in die Sammelstelle Große Hamburger Straße nach Berlin gebracht wurde. Am 20. November 1942 erfolgte von dort aus ihre Deportation in das Ghetto Theresienstadt, wo sie am 4. März 1943 starb. Sie war die Großtante von Ole von Beust. Familie Wolff betrieb ein Kaufhaus in Lübtheen. |